# Antimima defecta
Antimima defecta är en isörtsväxtart som först beskrevs av L. Bol., och fick sitt nu gällande namn av H. E. K. Hartmann. Antimima defecta ingår i släktet Antimima och familjen isörtsväxter. Inga underarter finns listade i Catalogue of Life.